# Neamia notula
Neamia notula és una espècie de peix pertanyent a la família dels apogònids que es troba a l'Índic occidental: l'illa de Maurici.
És un peix marí, associat als esculls i de clima tropical que viu fins als 24 m de fondària. És inofensiu per als humans.